# Михальчук, Константин Иванович
Константин Иванович Михальчук (укр. Костянтин Іванович Михальчук, позывной — Генерал; 19 декабря 1989, Шепетовка — 27 мая 2024, Хмельницкая область) — украинский военнослужащий, лейтенант, участник российско-украинской войны. Герой Украины (2025, посмертно).

## Биография
Родился 19 декабря 1989 года в городе Шепетовка Хмельницкой области. После окончания 9 классов поступил в лицей с усиленной военно-физической подготовкой, а затем учился в Национальном университете биоресурсов и природопользования.
Служил в спецподразделении «Беркут», откуда уволился по собственному желанию. В 2014 году присоединился к 95-й отдельной аэромобильной бригаде, а с 2015 года служил в составе 8-го отдельного полка специального назначения. После демобилизации был избран депутатом Шепетовского городского совета, но сложил полномочия в 2017 году.
Погиб 27 мая 2024 года в Харьковской области.
Похоронен на кладбище в микрорайоне «Раково» в Хмельницком.

## Награды
- Звание «Герой Украины» с удостоением ордена «Золотая Звезда» (26 мая 2025, посмертно) — за личное мужество и героизм, проявленные в защите государственного суверенитета и территориальной целостности Украины, верность военной присяге[2].